# Pieve Emanuele
Pieve Emanuele là một đô thị ở tỉnh Milano, vùng Lombardia của Italia, khoảng 13 km về phía nam của Milano.
Pieve Emanuele giáp các đô thị: Rozzano, Opera, Locate di Triulzi, Basiglio, Lacchiarella, Siziano.